# Бортовая система предупреждения столкновений
Бортовая система предупреждения столкновений, БСПС (англ. airborne collision avoidance system, ACAS) — предназначена для определения относительных координат и относительной скорости сближения взаимодействующих летательных аппаратов, оборудованных самолётными ответчиками и вырабатывающую сигналы рекомендации по маневрированию летательных аппаратов в вертикальной плоскости при обнаружении угрозы столкновения, а также представляющую пилоту информацию о времени до предполагаемого столкновения и окружающей воздушной обстановке.
Проблема столкновений летательных аппаратов в воздухе стала ощутимой ещё в 1950-х годах. Когда стали происходить лётные происшествия с массовой гибелью людей, ICAO (Международная организация гражданской авиации) вплотную занялась этим вопросом. Была разработана концепция, а затем международные стандарты системы предупреждения столкновений летательных аппаратов.
Из всех разработок согласно этой концепции основное распространение получила система ТСAS (англ. Traffic alert and Collision Avoidance System). Система TCAS версий 7.0 и 7.1 реализует возможности ACAS типа II и выдаёт рекомендации по изменению высоты.